# Tommaso Aloisio Juvara
Tommaso Aloysio Juvarra (Messina, 12 gennaio 1809 – Roma, 29 maggio 1875) è stato un incisore italiano, nipote del celebre architetto Filippo Juvarra.

## Biografia

L’effigie di Ferdinando II disegnata da Tommaso Aloisio Juvara sui primi francobolli del Regno di Sicilia

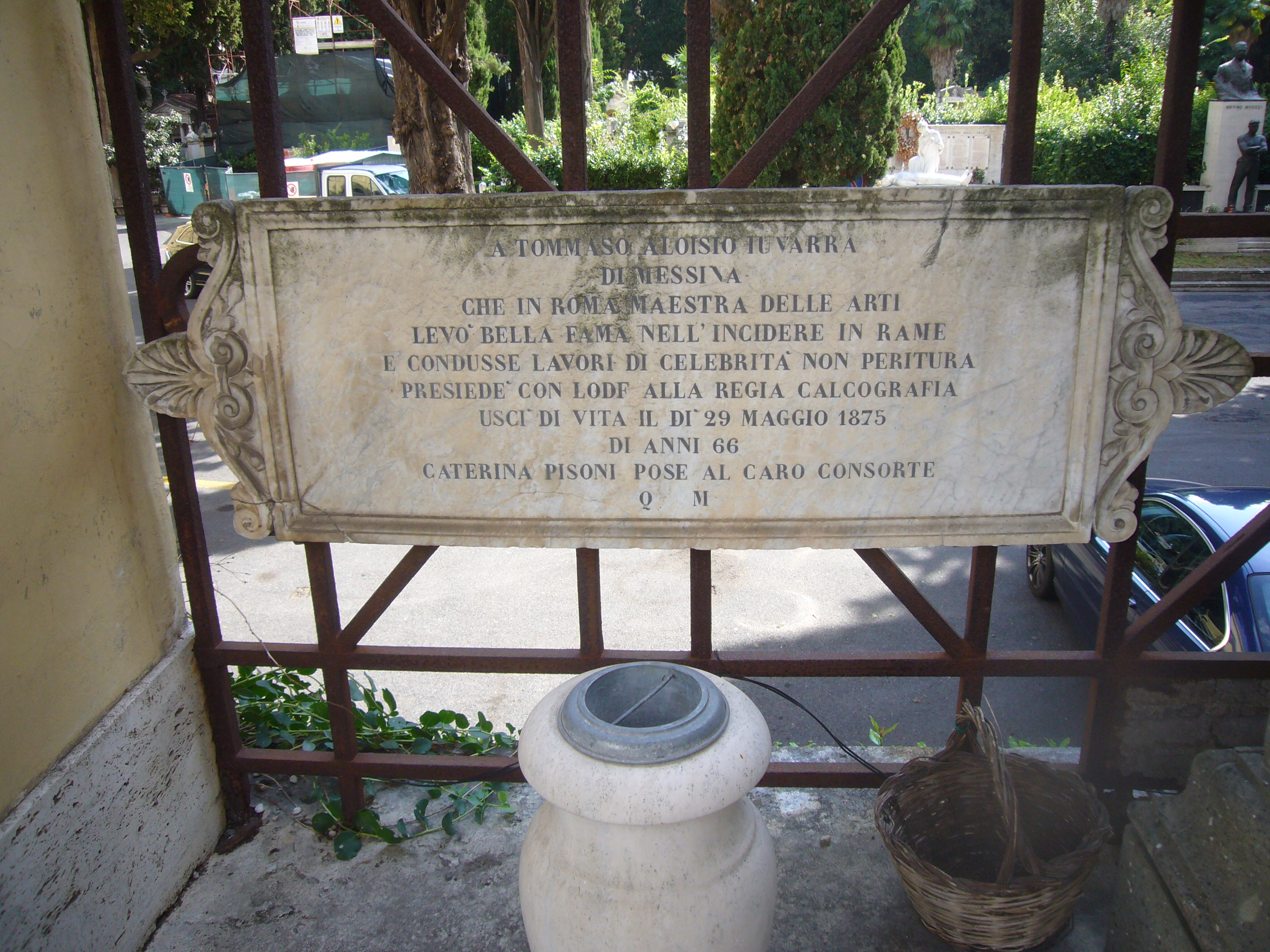
Lapide di Juvara al Verano. La tomba fu tra quelle distrutte nel bombardamento del 1943.

Detto “Masino”, dopo una formazione iniziale con Letterio Subba a Messina, nel 1825 ottenne una borsa di studio, dalla sua città natale, per continuare gli studi a Roma all'Accademia di San Luca, dove studiò con il pittore neoclassico Vincenzo Camuccini; messosi in evidenza con i suoi disegni, nel 1827 fu premiato all'Accademia di S. Luca. Ricevuta la riconoscenza romana, non contento delle proprie capacità, viaggiò l'Europa apprendendo varie tecniche di incisione all'avanguardia che consentirono il suo perfezionamento.
Nel 1836 venne nominato professore presso l'Accademia di belle arti di Messina. Nel 1842 si recò a Londra e Parigi, al fine di acquisire ulteriori tecniche della grafica. Fu professore d'Intaglio in rame presso l'Università di Messina. Nel 1846 fu nominato insegnante all'Accademia di Napoli della nuova Scuola di metodi diversi d'Intaglio in acciaio e in legno che poi nel 1855 divenne Scuola d'incisione in rame, in acciaio e co' nuovi metodi. Fu poi vice direttore alla Regia Calcografia di Messina.
Nel 1858 disegnò e incise i conii che andarono a formare la lastra di stampa destinata alla realizzazione dei primi francobolli siciliani che entrarono in uso il 1º gennaio 1859.
Dopo essere stato incisore del Re di Napoli, con l'unità d'Italia, divenne condirettore dell'istituto d'incisione del Regno d'Italia, la Regia Calcografia di Roma.
Come incisore ottenne riconoscimenti internazionali. Presentò sue opere  all'Esposizione universale di Parigi del 1855 e  del 1857, a Firenze nel 1861, a Londra nel 1862 e a Berlino nel 1868.
I suoi primi lavori furono le incisioni di un Giovanni Evangelista (dal Guercino) e il San Bartolomeo da Camuccini, realizzati dalla Calcografia di Roma nel 1828. La sua opera principale, del 1873, è un'incisione su rame dal dipinto Madonna in trono con Bambino e Santi (1505) di Raffaello, ora al Metropolitan Museum of Art di New York.
Si suicidò di fronte al San Carlo Borromeo nel 1875 e fu sepolto al Cimitero del Verano.